# Ӝ
Cette page contient des caractères spéciaux ou non latins. S’ils s’affichent mal (▯, ?, etc.), consultez la page d’aide Unicode.
Ӝ (minuscule : ӝ), appelé jé tréma, est une lettre de la variante de l’alphabet cyrillique utilisée par la langue oudmourte. Elle note la consonne affriquée post-alvéolaire voisée [d͡ʒ].

## Représentations informatiques
Le jé tréma peut être représenté avec les caractères Unicode suivants :
- précomposé[1] :

| formes    | représentations | chaînes de caractères | points de code | descriptions                         |
| --------- | --------------- | --------------------- | -------------- | ------------------------------------ |
| capitale  | Ӝ               | Ӝ                     | U+04DC         | lettre majuscule cyrillique jé tréma |
| minuscule | ӝ               | ӝ                     | U+04DD         | lettre minuscule cyrillique jé tréma |

- décomposé

| formes    | représentations | chaînes de caractères | points de code | descriptions                                     |
| --------- | --------------- | --------------------- | -------------- | ------------------------------------------------ |
| capitale  | Ӝ               | Ж◌̈                    | U+0416 U+0308  | lettre majuscule cyrillique jé diacritique tréma |
| minuscule | ӝ               | ж◌̈                    | U+0436 U+0308  | lettre minuscule cyrillique jé diacritique tréma |